# Merulina rotunda
Espèce
Merulina rotunda est une espèce de coraux appartenant à la famille des Merulinidae.